# Упорой (Брянська область)
Упорой (рос. Упорой) — село в Вигоницькому районі Брянської області Російської Федерації.
Населення становить 24 особи. Входить до складу муніципального утворення Кокінське сільське поселення.

## Історія
Від 2005 року входить до складу муніципального утворення Кокінське сільське поселення.

## Населення
| 2010 | 2013 |
| ---- | ---- |
| 25   | ↘24  |